# Roman August Adelheim
Roman August Adelheim (* 2. August 1881 in Reval; † 7. November 1938 in Riga) war ein deutschbaltischer Mediziner und Pathologe.

## Leben und Werk
Adelheim wurde 1881 als Sohn eines Rechtsanwaltes in Reval geboren. Nach Besuch des Nikolai-Gymnasiums in seiner Vaterstadt studierte er Medizin an der Kaiserlichen Universität Dorpat, wo er im Jahr 1908 zum Dr. med. promovierte. Er war Mitglied der Estonia. Von 1907 bis 1910 war er als Prosektorgehilfe am Pathologischen Institut in Dorpat tätig. Im Jahr 1909 hielt er sich für wissenschaftliche Arbeiten in Berlin auf. Von 1912 bis 1913 war Adelheim Volontärassistent am Pathologischen Institut des Krankenhauses in München, 1913 am Institut für Infektionskrankheiten Robert Koch in Berlin und schließlich am Institut für Experimentelle Medizin in St. Petersburg. Ab 1914 wirkte Adelheim in Riga als Prosektor am 2. Stadtkrankenhaus, seit 1918 auch als Prosektor am städtischen Kinderhospital und der städtischen Irrenanstalt Rothenberg. Er war auch Leiter des Pasteur-Instituts und der Serologischen Abteilung am 1. Stadtkrankenhaus in Riga. Von 1918 bis 1931 war er Mitglied der städtischen Gesundheitskommission.
Nach drei Monaten bolschewistischer Haft im Jahre 1919 war er von 1920 bis 1923 stellvertretender Dozent, von 1923 bis 1925 Dozent und von 1925 bis 1938 ordentlicher Professor der pathologischen Anatomie und Direktor des Pathologischen Instituts der lettischen Universität in Riga. 1923 wurde er Vizepräsident, dann Präsident der Gesellschaft praktischer Ärzte. Seit 1938 war Adelheim Mitglied der Deutschen Akademie der Naturforscher Leopoldina. Adelheim verfasste zahlreiche Abhandlungen über pathologische Anatomie und Gesundheitspflege.